# Kai Kecil
Kai Kecil (anche Piccola Kei) è un'isola appartenente all'arcipelago delle Isole Kai situata nella provincia di Maluku, nell'Indonesia orientale.
Fa parte delle isole Molucche e si estende su una superficie di 399 km². L'altra grande isola dell'arcipelago delle isole Kai è la vicina Kai Besar (chiamata anche Grande Kai) localizzata ad est. È l'isola più popolata dell'arcipelago. Qui si trova il centro principale: Tual.
Nel: 1869 ci fu un tentativo di colonialismo da parte del Regno d'Italia con la creazione di avamposti sull'isola, tentativo fallito poco tempo dopo in quanto l'area era già soggetta all'influenza olandese e inglese.